# Suecia en los Juegos Olímpicos de México 1968
Suecia estuvo representada en los Juegos Olímpicos de México 1968 por un total de 100 deportistas que compitieron en 13 deportes.  
El portador de la bandera en la ceremonia de apertura fue el piragüista Rolf Peterson.

## Medallistas
El equipo olímpico sueco obtuvo las siguientes medallas:
| Nombre                                                             | Deporte           | Competición     |
| ------------------------------------------------------------------ | ----------------- | --------------- |
| Oro                                                                |                   |                 |
| Björn Ferm                                                         | Pentatlón moderno | Individual M    |
| Ulf Sundelin Peter Sundelin Jörgen Sundelin                        | Vela              | 5.5 Metre M     |
| Plata                                                              |                   |                 |
| Tomas Pettersson Erik Pettersson Gösta Pettersson Sture Pettersson | Ciclismo en ruta  | Ruta por eqs. M |
| Bronce                                                             |                   |                 |
| Gösta Pettersson                                                   | Ciclismo en ruta  | Ruta ind. M     |